# Яценко, Владимир Панфилович
Владимир Панфилович Яце́нко (1892—1964) — советский авиаконструктор. Лауреат Сталинской премии второй степени.

## Биография
В 1915 году окончил Курское императорское реальное училище. В РККА с января 1920 года.
Работал инженером-конструктором на заводах В. В. Слюсаренко, А. А. Пороховщикова, Ю. А. Меллера. Лётчик, участвовал в Гражданской войне.
В 1932 году окончил МАИ.
В 1920—1930-х годах работал в КБ Н. Н. Поликарпова, в конструкторской бригаде С. А. Кочеригина, на заводах № 1, 25, 39 . Создал ряд конструкций самолётов — ДИ-6 (совместно с С. А. Кочеригиным), И-28, руководил их запуском в серию и серийной постройкой. С 1937 года Владимир Панфилович стоял во главе КБ завода № 81.
В 1940-х работал на авиационных заводах, позднее был заместителем А. И. Микояна и С. В. Ильюшина.
С 1958 года на пенсии, инженер-подполковник запаса.

## Награды и премии
- Сталинская премия второй степени (1950) — за разработку и освоение новых технологических процессов при производстве самолётов
- орден Ленина (02.07.1945)